# Dominik Stroh-Engel
Dominik „Dodo“ Stroh-Engel (* 27. November 1985 in Ehringshausen) ist ein ehemaliger deutscher Fußballspieler.

## Karriere
Dominik Stroh-Engel stammt aus dem Lahnauer Ortsteil Dorlar im Lahn-Dill-Kreis in Mittelhessen.
Mit dem Fußballspielen begann er als Siebenjähriger im wenige Kilometer entfernten Wetzlarer Stadtteil Büblingshausen beim dort ansässigen RSV. Nachdem er von 2001 bis 2003 für den FC Burgsolms gespielt hatte, wechselte er 2003 im Alter von 18 Jahren zum SC Waldgirmes und begann in der fünftklassigen Landesliga Hessen seine aktive Karriere. 2004 war er am Aufstieg des Vereins in die viertklassige Oberliga Hessen beteiligt, in der er noch eine Spielzeit verbrachte. Dort wurde Stroh-Engel für verschiedene Profivereine interessant.
Von der Saison 2005/06 an spielte er zunächst für die zweite Mannschaft von Eintracht Frankfurt im Angriff und damit weiterhin in der Oberliga Hessen. Nachdem er die Hälfte der Tore der Oberligamannschaft erzielt hatte, schaffte Stroh-Engel den Sprung in die erste Mannschaft. Der 1,97 m große Stürmer überzeugte bei Hallenturnieren in der Winterpause und kam am 11. Februar 2006 gegen Hannover 96 zu seinem ersten Bundesliga-Einsatz. Bis zum Ende der Saison absolvierte er drei Kurzeinsätze in der Bundesliga. In der folgenden Spielzeit kam er wieder nur im Oberligateam der Eintracht zum Einsatz.
In der Winterpause wechselte er eine Ligastufe höher zum damaligen Regionalligisten SV Wehen, der noch in derselben Saison in die 2. Bundesliga aufstieg. Stroh-Engel selbst kam in der Rückrunde auf vier Einsätze und erzielte ein Tor. Beim heutigen SV Wehen Wiesbaden gehörte Stroh-Engel in der Saison 2007/08 zum Kader der zweiten Mannschaft, die in der viertklassigen Oberliga Hessen spielte. Mit 16 Toren in 26 Spielen verhalf er der Zweitmannschaft zum Aufstieg in die Regionalliga Süd, in der ein Jahr zuvor noch die Hauptmannschaft gespielt hatte. Da der DFB nach dieser Saison die 3. Liga einführte, befand die Zweitmannschaft sich jedoch weiterhin auf der vierten Ligaebene, so dass Stroh-Engel auch in der Spielzeit 2008/09 Viertliga-Fußball spielte. Mit sechs Treffern in 15 Spielen zeigte er wieder eine gute Form und kam in den letzten zwei Zweitligaspielen des SV Wehen Wiesbaden im Jahr 2008 kurz vor der Winterpause doch noch in der ersten Mannschaft zum Einsatz. Dabei erzielte er auch sein erstes Tor im Profifußball. Bis zum Ende der Saison kam er neben drei Viertligapartien zu 14 weiteren Einsätzen in der zweiten Liga, in denen er einmal traf und mit dem SV Wehen Wiesbaden in die 3. Liga abstieg. 2009/10 wurde er in beiden Ligen eingesetzt und erzielte insgesamt 13 Tore für beide Mannschaften. 2010 wechselte er zum Drittliga-Aufsteiger und Liga-Konkurrenten SV Babelsberg 03. Zur Saison 2012/13 kehrte er zum Drittligakonkurrenten SV Wehen Wiesbaden zurück, konnte jedoch nicht mehr an seine Leistungen aus der Vorsaison anknüpfen.
Nach einjährigem Engagement wechselte Stroh-Engel zur Saison 2013/14 zum ebenfalls in der 3. Liga vertretenen SV Darmstadt 98. Mit 27 Treffern in der Spielzeit 2013/14 stellte er einen neuen Rekord für die meisten Tore innerhalb einer Drittliga-Saison auf und hatte Anteil am Aufstieg in die 2. Bundesliga. Mit neun Toren in 33 Zweitligaspielen trug er am Ende der Folgesaison zum Aufstieg in die Bundesliga bei. Dort kam er jedoch nicht mehr über Kurzeinsätze hinaus und blieb ohne Torerfolg. Sein Vertrag wurde am Saisonende nicht mehr verlängert. Stroh-Engel wechselt zur Saison 2017/18 zum Karlsruher SC in die 3. Liga. Er unterschrieb einen Vertrag bis 30. Juni 2019. In seinem ersten Pflichtspiel für Karlsruhe, dem 2:2 am 1. Spieltag der Saison 2017/18 gegen den VfL Osnabrück, erzielte er auch seinen ersten Treffer. Im Laufe der Saison wurde er von Fabian Schleusener und später auch von Marvin Pourié zunehmend auf die Bank verdrängt und kam hauptsächlich zu Jokereinsätzen. Am Ende der Saison erreichte er mit dem KSC die Aufstiegsrelegation, in der man jedoch am FC Erzgebirge Aue scheiterte. In der folgenden Saison spielte er sportlich kaum eine Rolle, durch den Aufstieg in die 2. Bundesliga im Frühjahr 2019 verlängerte sich der Vertrag des Angreifers trotzdem automatisch bis Juni 2020. Im Sommer 2019 wurde sein Vertrag schließlich aufgelöst.
Am 1. August 2019 wurde Stroh-Engel als Neuzugang beim Drittligisten SpVgg Unterhaching vorgestellt. Nach Ablauf seines zweijährigen Vertrags wechselte der Stürmer im Juli 2021 nach Österreich zum drittklassigen FC Kufstein, wo er ebenfalls für zwei Jahre unterschrieb.
Bereits zur Rückrunde der Saison 2021/22 wechselte Stroh-Engel wieder nach Deutschland und läuft seither für den FC Memmingen auf. Mit dem Verein schaffte er nach dem Regionalliga-Abstieg und einem Jahr in der Bayernliga Süd im Sommer 2023 den sofortigen Wiederaufstieg in die Regionalliga Bayern, wozu Stroh-Engel mit neun Toren beitrug. Nach zwei Jahren in der Regionalliga stieg Memmingen Ende der Saison 2023/24 wieder in die Bayernliga ab; Stroh-Engels Vertrag endete mit Ablauf dieser Saison und er beendete im Alter von 38 Jahren seine aktive Karriere.

## Erfolge
- Vizemeister der 2. Bundesliga 2014/15 und Aufstieg in die Bundesliga 2015/16 (mit dem SV Darmstadt 98)
- Aufstieg in die 2. Bundesliga 2014/15 (mit dem SV Darmstadt 98)
- Torschützenkönig der 3. Liga 2013/14 (27 Tore), gleichzeitig: 3.-Liga-Rekord für die meisten geschossenen Tore innerhalb einer Saison